# Nocki
Nocki (Myotinae) – podrodzina ssaków z rodziny mroczkowatych (Vespertilionidae).

## Zasięg występowania
Podrodzina obejmuje gatunki występujące na całym świecie (oprócz Antarktydy).

## Systematyka

### Podział systematyczny
Do podrodziny należą następujące występujące współcześnie rodzaje:
- Eudiscopus Conisbee, 1953 – dyskonóg – jedynym przedstawicielem jest Eudiscopus denticulus (Osgood, 1932) – dyskonóg skryty
- Submyotodon R. Ziegler, 2003
- Myotis Kaup, 1829 – nocek

Opisano również rodzaje wymarłe:
- Miomyotis B. Lawrence, 1943[8] – jedynym przedstawicielem był Miomyotis floridanus Lawrence, 1943
- Oligomyotis Galbreath, 1962[9] – jedynym przedstawicielem był Oligomyotis casementi Galbreath, 1962
- Suaptenos B. Lawrence, 1943[10] – jedynym przedstawicielem był Suaptenos whitei Lawrence, 1943.